# Wutha
Wutha is een dorp in de Duitse gemeente Wutha-Farnroda in  Thüringen. De gemeente maakt deel uit van het Wartburgkreis.  Het dorp wordt voor het eerst genoemd in een oorkonde uit 1260. In 1987 fuseert Wutha met Farnroda. Het dorp kreeg in 1859 een station aan de spoorlijn Halle - Bebra.